# Henrik Hannibal
Henrik Hanibal (født 1963), har siden 1984 arbejdet med radio, TV og musik.
Efter en kort periode på Nørrebro Radio, blev han ansat på The Voice, hvor han var morgenvært og senere også en af radioens stationschefer, sammen med Genn Lau Rentius.
På TV er han mest kendt for i en årrække at have lagt stemme til TV 2-programmet Lykkehjulet.
Henrik er også musiker og forfatter og udgav i 2004 bogen Radioaktive Dage (Bogministeriet) om de første år på The Voice, og 2009 "Hvad fanden skal man gøre for at komme med i Dansk Rockleksikon?" om punkbandet IJ-X.